# Yan Langyu
Pour les articles homonymes, voir Yan.
Yan Langyu, né en 1999 dans la province de Hunan, est un trampoliniste chinois. Il est notamment double champion du monde individuel en 2021.

## Palmarès

### Championnats du monde
- Tokyo 2019
  -  médaille d'argent par équipe.
  -  médaille de bronze par équipe mixte.
- Bakou 2021
  -  médaille d'or individuel.
- Birmingham 2023
  -  médaille d'or individuel.